# Клавихеро, Франсиско Хавьер
Франсиско Хавьер Клавихеро (исп. Francisco Javier Clavijero; 9 сентября 1731, Веракрус, Мексика — 2 апреля 1787, Болонья, Италия) — мексиканский историк, иезуит. Всю жизнь работал над историей своей родины. Собранные им материалы, обработаны в «Storia antica del Messico cavato da’migliori Storici spagnuoli e de manoscritti e pitture antiche degli Indiani» (Сезена, 1780—1783).
Родился в Веракрусе, мать креолка, отец испанец. Отец состоял на королевской службе, семья часто переезжала. Большинство мест работы отца находились в регионах, преимущественно заселённых аборигенами, так что Франсиско выучил науатль ещё в детстве.
Учился в иезуитском колледже, затем поступил в семинарию в Пуэбла-де-Сарагоса чтобы стать священником, но вскоре принял решение вступить в орден иезуитов. В 1748 году его перевели в иезуитский колледж в Тепостлане, там он изучал латынь, древнегреческий, французский, португальский, итальянский, немецкий и английский языки. В 1751 году он вернулся в Пуэблу для дальнейшего изучения философии.
Далее переехал в Мехико, занимался теологией в колледже Сан-Педро. Свёл знакомство с некоторыми студентами, среди которых были Франсиско Хавьер Аллегре, Андрес Каво, Хуан Луис Манейро и др. Ныне эти люди известны как «Мексиканские гуманисты XVIII столетия». В 1755 году рукоположён как священник-иезуит.
После указа Карла III об изгнании иезуитов в 1767 году Клавихеро сперва направился в Феррару, но позже перебрался в Болонью, где жил и работал вплоть до самой смерти.
Своё время он посвятил историческим исследованиям. Поскольку он больше не имел доступа к оригинальным ацтекским источникам и документам конкистадоров, ему приходилось полагаться на свою память и на переписку с друзьями, оставшимися в Мексике. Через несколько лет десятитомная работа Клавихеро «Древняя история Мексики» (исп. La Historia Antigua de México) была готова. Клавихеро перевёл её на итальянский, и в 1780 году книга была издана в Чезене. В дальнейшем книга выдержала множество изданий и переводов.

## Память
В честь Клавихеро названа библиотека мексиканского Ибероамериканского университета.